# Heinrich Nordhoff
Heinrich Nordhoff, (i dagligt tal kallad Heinz), född 6 januari 1899 i Hildesheim, död 12 april 1968, tysk företagsledare, chef för Volkswagen AG från 1949 till sin död. Heinrich Nordhoff tog efter andra världskriget över ledarskapet för Volkswagen och ledde företaget under dess mest expansiva fas. Han fick emellertid kritik för att han höll fast för länge vid den föråldrade principen med luftkyld svansmotor, mest bekant från Volkswagen Typ 1.

## Biografi
Nordhoff studerade på Berlins tekniska högskola 1920–1927. Han inledde karriären på BMW:s flygmotortillverkning innan han 1929 gick till General Motors och Opel. 1942 blev han styrelseledamot i Adam Opel AG. Heinrich Nordhoff var under kriget Wehrwirtschaftsführer och chef för Opels lastbilsdivision i Brandenburg an der Havel. Efter kriget arbetade han som kundtjänstchef i Hamburg. 2 januari 1948 blev chef för Volkswagen. Han efterträdde den brittiska majoren Ivan Hirst som chef för Volkswagen, Hirst hade själv rekryterat Nordhoff.
Nordhoff kom att prägla bilden av sig själv som skaparen av Volkswagen. 1954 menade han i ett tal att han vid tillträdet som chef möte en fabrik med en skrothög, desperata människor, en övergiven stad, en fabrik utan organisation. Nordhoff gav bilden av att det inte fanns något att bygga vidare på. Hans företrädare Ivan Hirst var av en annan mening och konstaterade att britterna byggt upp fabriken, arbetsstyrkan och en bra produktionsledning och skapat en säljande bil med efterfrågan över hela världen.
Nordhoff fann att situationen var följande: Fortfarande stod företaget utan ett fast "fundament", det stod fortfarande under förvaltning av de allierade styrkorna, och dessa kunde när som helst plocka ner fabriken. För att ur det nuvarande företaget skapa ett affärsmässigt arbetande företag, började han att strama upp och organisera produktionsprocessen. Försöksavdelningen satte han i arbete för att öka komforten i bilarna. Dessa åtgärder hade enormt positiv inverkan på hela produktionsvolymen. Det visade sig att han och hans medarbetarstab åstadkom förvånansvärda produktionsresultat och nu började försäljningen att skjuta fart. Redan från början startade man en sälj- och serviceorganisationen, som konkurrenterna kom att ha, och ännu har, som förebild, såväl inom som utom landet, vilket ledde till att Volkswagen blev Europas största bilproducent.[källa behövs]
Han drabbades 1967 av en svår hjärtattack som han inte hämtade sig ifrån och i mars 1968 blev han inlagd på grund av tarmproblem. Nordhoff avled av en hjärtattack.